# Parc Nacional dels ocells del Djoudj
El Parc Nacional dels ocells del Djoudj es troba a uns cent quilòmetres al nord de Saint-Louis, Senegal. Establert el 1971, ampliat el 1975, el parc va ser classificat el 1980 "Aiguamoll d'Importància Internacional" pel Conveni de Ramsar, i està inscrit a la llista del Patrimoni de la Humanitat de la UNESCO des del 1981.
Paradís per als ocells migratoris, el parc és el tercer santuari d'aus al món.

## Diversitat d'espècies

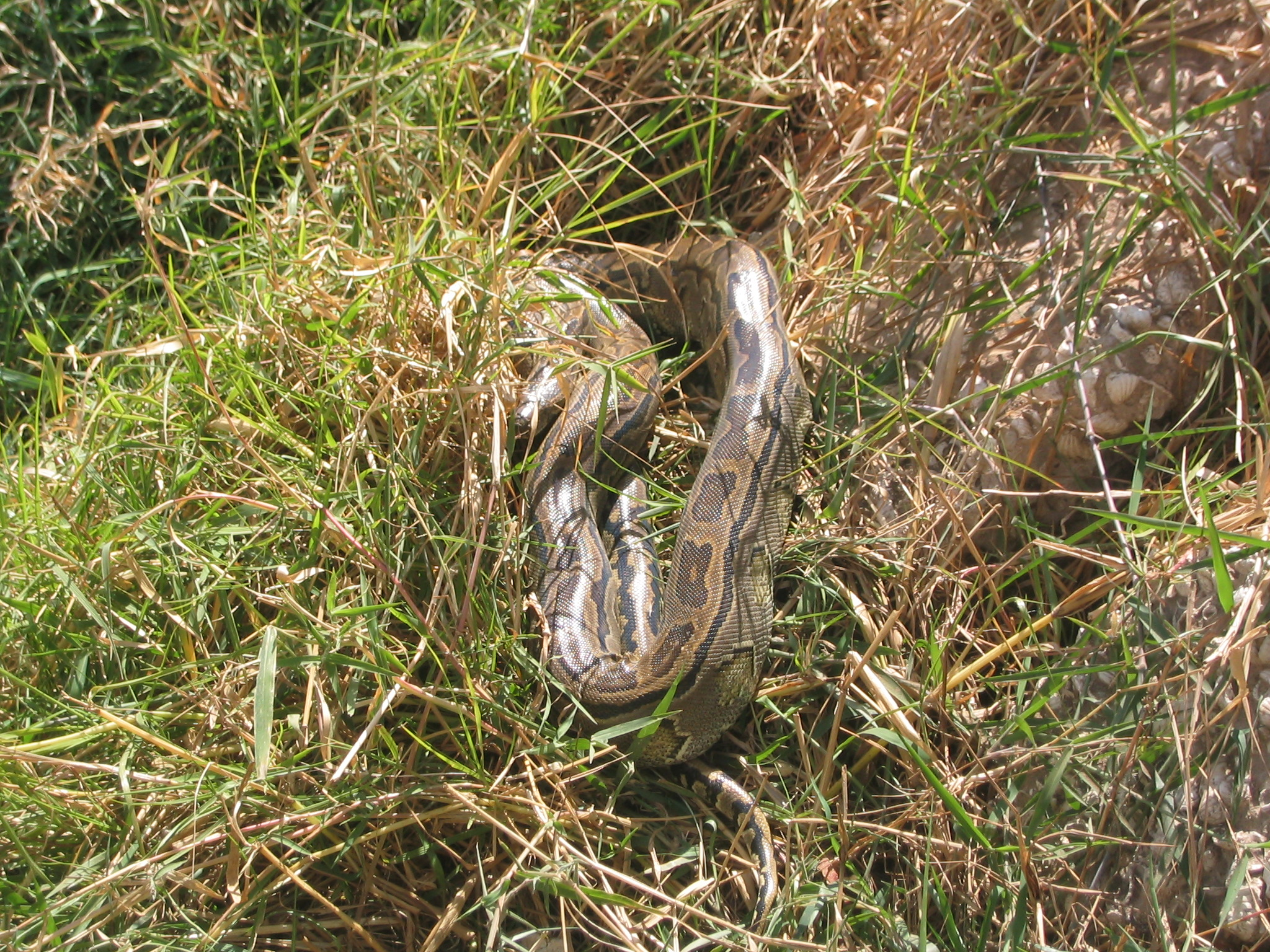
Una pitó

Hom estima que tres milions d'aus migratòries passen pel parc al llarg de l'any. S'hi han catalogat 350 espècies, entre les quals destaquen el flamenc comú (Phoenicopterus roseus), el pelicà vulgar (Pelecanus onocrotalus), els martinets (Egretta), les oques esperonades (Plectropterus gambensis), el bernat pescaire (Ardea cinerea) i l'àguila peixatera (Pandion haliaetus), així com nombroses espècies d'ànecs, corbs marins i ocells coraciformes. És la principal àrea d'hivernada per la boscarla d'aigua (Acrocephalus paludicola).
Entre els rèptils, hi són abundants els varànids, les pitons i els cocodrils. Entre els mamífers, la mona rogenca (Erythrocebus patas) i el facoquer comú (Phacochoerus africanus), i també s'hi poden trobar hienes, gats salvatges (Felis silvestris), servals (Leptailurus serval) i gaseles comunes (Gazella dorcas).

## Problemàtica mediambiental
Des de la posada en marxa de la presa de Diama al riu Senegal, el 1988, els experts han notat una caiguda en el nivell d'aigua, la dessalinització i la sedimentació del riu. Aquests canvis representen una amenaça per a la flora i la fauna. S'ha observat en particular la proliferació de boga i phragmites. A continuació, a sota, les fotos satel·litàries de la NASA, preses el 1979 i 1999, abans i després de la construcció de la presa, destaquen el seu impacte significatiu en l'ecosistema de la regió.
L'any 2006, tot i que no hi ha casos de grip aviària al Senegal, n'hi ha un dispositiu de vigilància específica.

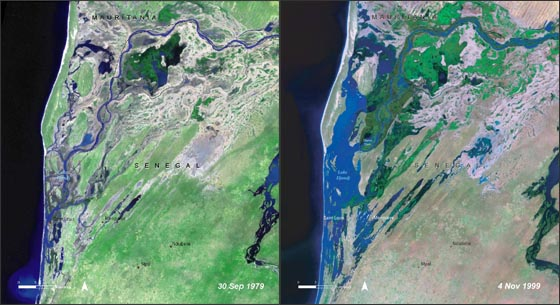
A l'esquerra la sequera de setembre de 1979, a la dreta les inundacions de novembre de 1999